# Phoriospongia squalida
Phoriospongia squalida är en svampdjursart som först beskrevs av Lendenfeld 1888.  Phoriospongia squalida ingår i släktet Phoriospongia och familjen Chondropsidae. Inga underarter finns listade i Catalogue of Life.